# Светозар Тонджоров
Светозар Иванов Тонджоров е български журналист от Македония.

## Биография
Светозар Тонджоров е роден в 1870 година в Банско, тогава в Османската империя, днес България в семейството на Иван Алексиев Тонджоров, протестантски пастор и проповедник, сътрудник на списание „Зорница“, вестник „Македония“ и други.. Учи в Пловдив и в Американския колеж в Самоков. Тонджоров завършва Харвардския университет в Бостън и след това става кореспондент на множество американски вестници – „Дейли Нюз“, „Ню Йорк Таймс“. В тях помества редица материали за положението на българите в Македония. Той е автор на няколко книги, сред които е „Стоян новобранецът“, която е написана на български език.
Светозар Тонджоров умира в 1924 година.